# Хотел Еспланаде
Хотел Еспланаде је историјски луксузни хотел у Загребу, изграђен 1925. године у близини Главног колодвора у Загребу за смештај путника Оријент експреса.

## Историја
Хотел са пет звездица, један од најстаријих у Загребу, свечано је отворен 22. априла 1925. године у стилу ар деко у загребачкој „зеленој потковици”, скупу међусобно повезаних зелених површина у главном граду Хрватске. Дизајниран је да прими путнике Оријент експреса, пошто два загребачка хотела тих година нису имала довољно капацитета за смештај.
Међународни конкурс за његову изградњу 1917. године привукао је архитекте попут Адолфа Лоса, али је на крају додељен Оту Ренигу, иако је дизајн модификовао Хрват Дионис Сунко, признат као главни архитекта хотела Еспланаде. Изграђен је за 26 месеци.
У првој половини 1950-их поново је изграђен и отворен за јавност 1957.
Током своје историје угостио је бројне личности из целог света, као што су Елизабет Тејлор, Анита Екберг, Вивијен Ли, Ричард Бартон, Хју Лори, Орландо Блум, Жозефина Бекер, Луј Армстронг, Џо Кокер, Хосе Карерас, Тина Тарнер, Марија Калас Лени Кравиц, Шакира, Орсон Велс, Алфред Хичкок, Вуди Ален, Ричард Никсон, Алберт од Монака, Хилари Клинтон, Чарлс Линдберг, Дејвид Бекам, Кристијано Роналдо и Пеле, између осталих.
Године 1989. у хотелу је прослављен Дан заљубљених, који је послужио да се ова прослава уведе у земљу. Био је то и први хотел у Хрватској са веб-страницом.
Прошао је трансформацију између 2002. и 2004. године, када су га рестаурирали загребачки архитекти и фирма за унутрашњу архитектуру MKV Design која је додала модеран дизајн.
Земљотрес који је 22. марта 2020. погодио Загреб оштетио је фасаду хотела, као и подове и неке собе. Поново је отворен средином маја 2020.

## Услуге и објекти
Хотел има 208 соба са простором за вежбање, сауном, масажама, козметичким третманима и друго. Press Reader зона нуди часописе и новине, има два ресторана и бар.
Располаже са дванаест сала за састанке и догађаје, међу којима се издваја Смарагдна дворан, капацитета до 400 људи.
Има услугу изнајмљивања електричних тротинета и електричне пуњаче за Теслу и Порше.
Мобилна апликација хотела омогућава да се резервише, наручи услуга у соби и слично.
Хотел је прилагођен кућним љубимцима.

## Награде
Хотел Еспланаде добио је дванаест награда од часописа Condé Nast Traveler између 2007. и 2014. укључујући награду читалаца, златну листу и најбољи хотел у Хрватској, као и награде World Luxury Hotel Award, TripAdvisor и Expedia. Ресторани унутар хотела такође су добили препоруке Мишелиновог водича, а кувар Ана Гргић је награђена од стране Gault&Millau Restaurant Guide.

## Галерија
- Хотел Еспланаде ноћу